# Cainochoerinae
Cainochoerinae — підродина парнопалих, яка жила в міоцені та пліоцені в Європі та Африці.

## Роди
- †Albanohyus Ginsburg, 1974 — міоцен, Європа[2][3]
- †Cainochoerus Pickford, 1988 — міоцен, пліоцен, Африка[4][5]